# بيلي جو سوندرز
بيلي جو سوندرز (بالإنجليزية: Billy Joe Saunders)‏ مواليد 30 أغسطس 1989 في هارتفوردشير، إنجلترا، هو ملاكم محترف بريطاني يصنف ضمن فئة الوزن المتوسط. حقق بطولة منظمة الملاكمة العالمية. شارك في دورة الألعاب الأولمبية الصيفية سنة 2008.

## إحصائيات
خاض خلال مسيرته 23 نزالا، فاز في 23 ولم يخسر. فاز بالضربة القاضية في 12 نزالا.

## روابط خارجية
- بيلي جو سوندرز على موقع بوكس ريك (الإنجليزية) (registration required)
- بيلي جو سوندرز على موقع Tapology.com (الإنجليزية)
- بيلي جو سوندرز على موقع اللجنة الأولمبية الدولية (الإنجليزية)
- بيلي جو سوندرز على موقع أوليمبيديا (الإنجليزية)
- بيلي جو سوندرز على موقع اللجنة الأولمبية البريطانية (الإنجليزية)